# Amino
Amino – polski producent koncentratów obiadowych, zup błyskawicznych oraz przypraw z siedzibą w Poznaniu. Obecnie przedsiębiorstwo należy do międzynarodowego koncernu Unilever.

## Historia
W latach siedemdziesiątych XX wieku pod marką Amino produkowano koncentraty obiadowe, desery w proszku, przyprawy, koncentraty napojów.
W czasie ograniczeń w imporcie surowców wprowadziła na rynek kawę rozpuszczalną Inka stworzoną na bazie ekstraktu z cykorii. W 1992 roku miała miejsce prywatyzacja poznańskiego zakładu Amino – nowym właścicielem fabryki stała się spółka CPC Amino, która w 1998 roku zmieniła nazwę na Bestfoods Polska. S.A.
W roku 2000 marka Amino została przejęta przez koncern Unilever na podstawie fuzji z BestFoods.